# Централен регион (Того)
Централният регион е един от 5-те региона на Того. Столицата на региона е град Сокоде. Дргуи важни градове са Тчамба и Сотубуа. Площта е 13 182 км². Населението на региона, според данните от 2006, е около 550 000 души, което го прави региона с най-малко население от всички региони на Того. Централният регион е разделен на 4 префектури - Блита, Сотубуа, Тчамба и Тчауджо.

## Граници
Централният регион, както всички останали региони на Того граничи с Гана на запад и с Бенин на изток. Разположен е на север от регион Плато и на юг от регион Кара.